# 穆谢环形山
穆谢环形山（Mouchez）是位于月球正面北极区附近一座古老的大撞击坑，约形成于45.5-39.2亿年前的前酒海纪，其名称取自法国天文学家及海军军官埃内斯特·穆谢（Ernest Mouchez，1821年-1892年），1935年被国际天文学联合会正式批准接受。

## 描述
该陨坑东北靠近焦亚陨石坑、东侧毗邻查理士环形山、阿那克萨哥拉环形山及戈尔德施米特环形山位于它的东南、它的南侧及西南分别坐落了菲洛劳斯环形山和彭赛列环形山。该陨坑中心月面坐标为78°23′N 26°49′W / 78.38°N 26.82°W，直径82.78公里，深度约2.80公里。
穆谢环形山的整个东侧坑壁几乎已完全消失，除突兀着一座高约1700米的孤峰外，该侧地表已与坑外地形连成一体，其余部分坑壁则由一系列破裂的山丘和山峰组成了一段残弧，该段弧壁按顺时钟方向从南面伸向北面和东北，靠南侧外壁覆盖了一座也形似一段弯孤的无名残迹坑，而北侧坑外则坐落了直径近50公里的卫星坑穆谢 A，其坑底已被淹没，且西北壁有一处小峪口。穆谢环形山坑壁最大高出周边地形1370米，内部容积约有6412立方千米，坑内地表较为平坦，散布着许多小撞击坑和一条短链坑，靠南端坐落了一座醒目的碗状坑—卫星坑穆谢 C，而它的东北则是另一座更小卫星坑穆谢 B，坑底中心分布有数座高约300-500米的小中央峰
。

## 卫星陨石坑
按惯例，最靠近穆谢环形山的卫星坑将在月图上以字母标注在它的中心点旁边。
| 穆谢 | 纬度    | 经度    | 直径     |
| ---- | ------- | ------- | -------- |
| A    | 80.8° N | 29.9° W | 49.9公里 |
| B    | 78.2° N | 22.8° W | 7.7公里  |
| C    | 77.4° N | 26.0° W | 12.5公里 |
| J    | 79.4° N | 38.2° W | 17.1公里 |
| L    | 78.6° N | 40.3° W | 19.4公里 |
| M    | 80.2° N | 49.3° W | 17.3公里 |

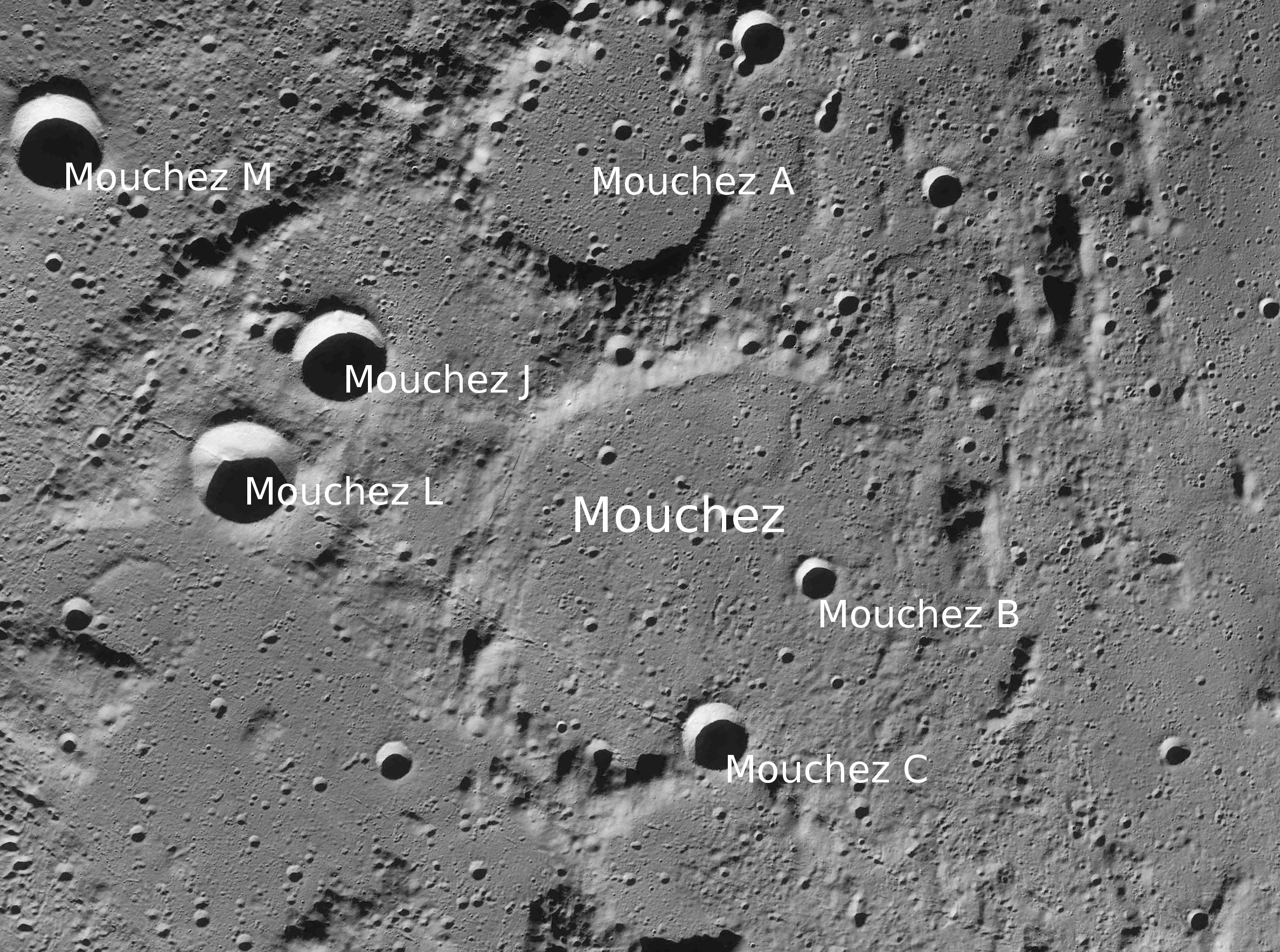
月球勘测轨道飞行器拍摄

卫星坑穆谢 A坑内有一座高约500米的中央峰。

## 飞船着落点
2012年12月18日世界时5点30分许，美国宇航局重力回溯及内部结构实验室项目的二艘探测器，在完成任务后坠落于穆谢环形山以南25公里处的月表上，具体月面坐标为 75°37′N 26°38′W / 75.62°N 26.63°W。

## 参引资料
1. 1 2 3 4  Lunar Impact Crater Database
2. ↑   (PDF).   [2017-03-02]. （原始内容 (PDF)存档于2013-02-20）.
3. ↑  .   [2017-03-02]. （原始内容存档于2019-07-07）.
4. ↑  .   [2017-03-02]. （原始内容存档于2018-05-30）.
5. 1 2  Naosuke Sekiguchi, 1972. Catalogue of Central Peaks and Floor Objects of the Lunar Craters on the Visible Hemisphere. University of Tokyo Press and University Park Press.

## 另请参阅
- Andersson, L. E.; Whitaker, E. A. . NASA RP-1097. 1982.
- Blue, Jennifer. . USGS. July 25, 2007  [2007-08-05]. （原始内容存档于2019-12-13）.
- Bussey, B.; Spudis, P. . New York: Cambridge University Press. 2004. ISBN 978-0-521-81528-4.
- Cocks, Elijah E.; Cocks, Josiah C. . Tudor Publishers. 1995. ISBN 978-0-936389-27-1.
- McDowell, Jonathan. . Jonathan's Space Report. July 15, 2007  [2007-10-24]. （原始内容存档于2019-06-21）.
- Menzel, D. H.; Minnaert, M.; Levin, B.; Dollfus, A.; Bell, B. . Space Science Reviews. 1971, 12 (2): 136–186. Bibcode:1971SSRv...12..136M. doi:10.1007/BF00171763.
- Moore, Patrick. . Sterling Publishing Co. 2001. ISBN 978-0-304-35469-6.
- Price, Fred W. . Cambridge University Press. 1988. ISBN 978-0-521-33500-3.
- Rükl, Antonín. . Kalmbach Books. 1990. ISBN 978-0-913135-17-4.
- Webb, Rev. T. W.  6th revised. Dover. 1962. ISBN 978-0-486-20917-3.
- Whitaker, Ewen A. . Cambridge University Press. 1999. ISBN 978-0-521-62248-6.
- Wlasuk, Peter T. . Springer. 2000. ISBN 978-1-85233-193-1.